# Делауеър (окръг, Ню Йорк)
Вижте пояснителната страница за други населени места с името Делауеър.
Окръг Делауеър (на английски: Delaware County) е окръг в щата Ню Йорк, Съединени американски щати. Площта му е 3802 km², а населението - 45 001 души (2017). Административен център е село Делхи.